# 5963 Terryalfriend
5963 Terryalfriend este o planetă minoră (asteroid), cu un diametru de 10,102 km, din centura de asteroizi. A fost descoperită pe 24 august 1990 la Observatorul Palomar de Henry E. Holt. 
Obiectul prezintă o orbită caracterizată de o semiaxă mare de 2,8463621 UAi, o excentricitate de 0,0509788, o înclinație de 1,70064 ° în raport cu ecliptica.